# Lebeke
Lebeke is een gehucht in de Belgische provincie Oost-Vlaanderen. Het gehucht ligt op het grondgebied van Outer en Nederhasselt, beide deelgemeenten van de stad Ninove, en op het grondgebied van Denderhoutem, deelgemeente van Haaltert. De kerk staat op het grondgebied van Outer. Lebeke ligt in de Denderstreek.
In het westen ligt het gehucht Vogelenzang. Voor de wijk aansluitend in het zuidoosten van Lebeke wordt ook de naam Klein-Herlinkhove of Herlinkhove gebruikt.

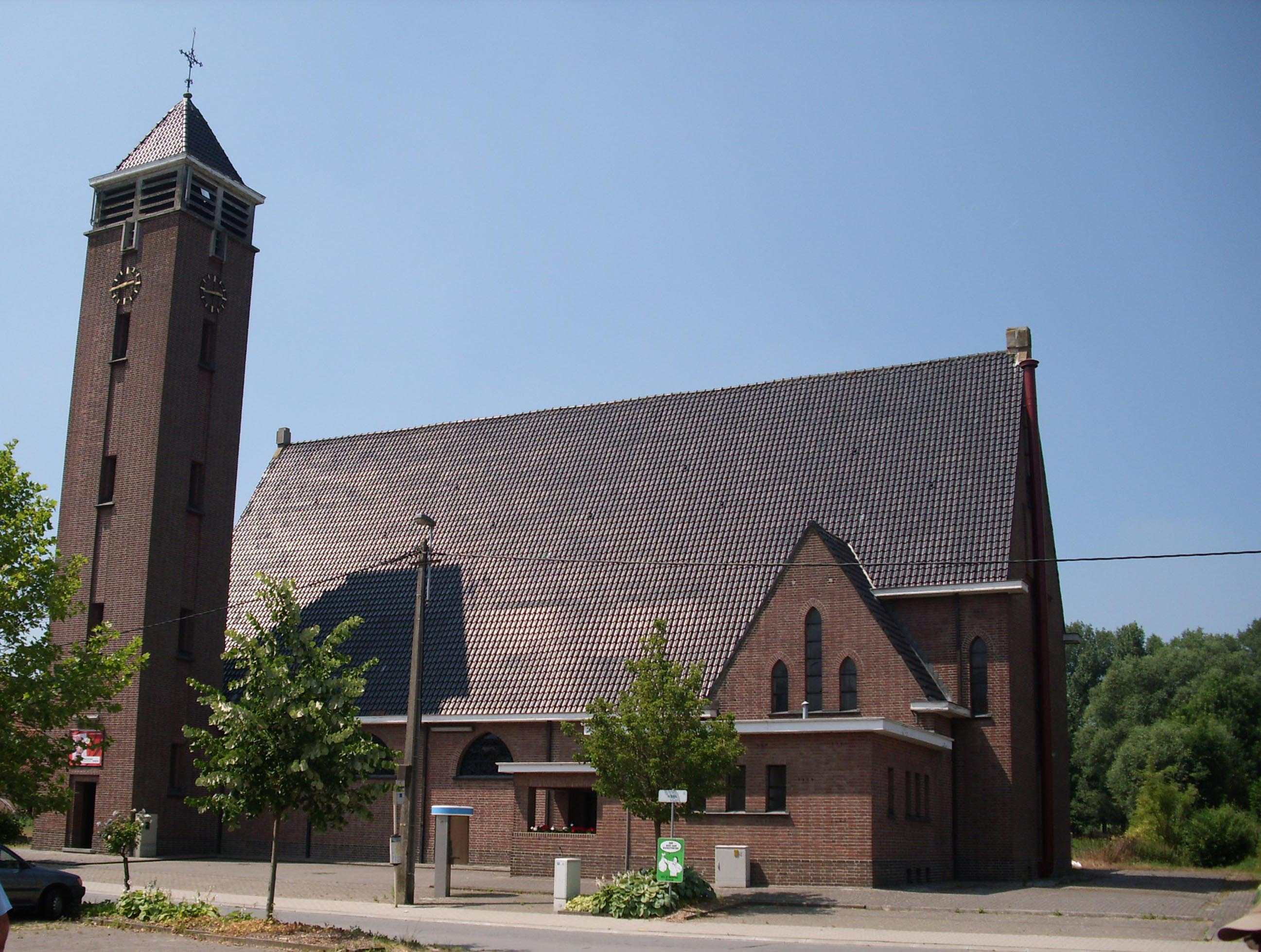
Sint-Antonius van Paduakerk

## Geschiedenis
Op de kaart van Fricx uit het begin van de 18de eeuw is hier de plaats Lebbeke aangeduid. De Villaretkaart uit het midden van de 18de eeuw toont het gehucht Leebeek en de Ferrariskaart uit de jaren 1770 het gehucht Leebeke, dat zich langgerekt in de beekvallei uitstrekt van het gehucht Vogelenzang in het westen naar Denderhoutem in het oosten.
Op het eind van het ancien régime, toen tijdens de Franse bezetting op het eind van de 18de eeuw de gemeenten werden gecreëerd, raakte het gehucht verdeeld over drie gemeenten. Het westelijke deel ging naar de gemeente Nederhasselt, het centrale deel naar de gemeente Outer, en het oostelijk deel naar de gemeente Denderhoutem.
Tot begin 20ste eeuw gingen de bewoners van deze wijk naar de wekelijkse zondagsmis in de vernoemde dorpen. In 1913 bouwden de bewoners een houten noodkerk. In 1946 werd er een nieuwe stenen kerk gebouwd.

## Bezienswaardigheden
- De Sint-Antonius van Paduakerk

## Toerisme
- Door dit gehucht loopt onder meer de Denderroute zuid.
- Wandelen: Tussen Lebeke en Outer ligt het Galgenveld een naam die wijst naar de lugubere functie die het gebied eens had. De start van de gelijknamige wandeling ligt in Outer.

## Nabijgelegen kernen
Outer, Nederhasselt, Aspelare, Heldergem, Denderhoutem
Deelgemeenten: Appelterre-Eichem · Aspelare · Denderwindeke · Lieferinge · Meerbeke · Nederhasselt · Neigem · Ninove · Okegem · Outer · Pollare · Voorde

Overige dorpen, gehuchten en wijken: Appelterre · Bevingen · Boterdaal · Dasselt · Eichem · Herlinckhove · Lebeke · Linkebeek · Muylem · Nederwijk · Nijken · Prindaal · Renderstede · Roesbeke · Roost · Slettem · Steenhout · Terbert · Varenberg · Vogelenzang · Waalhove · Zevenkoten

Belgische gemeenten · Arrondissement Aalst · Oost-Vlaanderen · Vlaanderen